# Warning Call
«Warning Call» es una canción de la banda de synthpop escocesa Chvrches, lanzada como sencillo independiente el 12 de mayo de 2016, como parte del soundtrack original del videojuego Mirror's Edge Catalyst. Posteriormente, la canción fue incluida en la edición deluxe de su segundo álbum, Every Open Eye.

## Descripción
Iain Cook habló de la canción, declarando que:

Tuvimos el honor de ser invitados a contribuir en la banda sonora de Mirror's Edge Catalyst. El sonido de la música de Chvrches resuena con la distopía minimalista de ciencia ficción del mundo de Mirror's Edge, y sentimos que la canción complementa el drama, la emoción y los temas de poder de la historia de Faith.

## Lista de canciones
Todas las canciones escritas y compuestas por Chvrches. 
| N.º | Título                                             | Duración |  |
| 1.  | «Warning Call (Theme from Mirror's Edge Catalyst)» | 4:32     |  |